# Peter Wibroe
Andreas Peter Wibroe (født 23. maj 1943 på Frederiksberg) er en dansk reklamemand og forfatter, der sammen med administrerende direktør Jan Duckert startede reklamebureauet Wibroe, Duckert & Partners i 1973, og som var kreativ direktør i firmaet til 1999.
Han er søn af bryggeridirektør Ulrich Christian Wibroe (1914-1972) og hustru Tove Ingrid født Tams (død 1978) og er uddannet på Kunsthåndværkerskolen i København 1961-65.
Peter Wibroe er bedst kendt for slogans og kampagner som Tuborgs Fra før verden gik af lave, Hvad er det ... Der gør livet lidt grønnere og God Jul og Godt Tub'år, samt for at have lavet Danmarks længst kørende reklamefilm for Tuborg Julebryg.. Peter Wibroe har vundet både nationale og internationale priser for sit arbejde, heriblandt Informations Særlige Udmærkelse - Århundredets Danske Reklame i 1999, samt Advertising Effectiveness Award i 2010.
Wibroe blev gift 12. marts 1967 på Lyngby Rådhus (ægteskabet opløst 1984) med Ida Elisabeth Benzon (født 18. august 1943 i København), datter af pressechef Jørgen Benzon og hustru Eva født Pedersen (død 1973). 
I 2014 brød Wibroe sit 14-årige eksil fra offentligheden og udgav bogen Havekunst og Tanketidsler med foto af Bent Rej.